# Shawn Reaves
Shawn Reaves (Monroe, 5 febbraio 1978) è un attore statunitense.
È conosciuto per aver interpretato Harrison Davies, il fratello di Tru (Eliza Dushku) la protagonista nella serie televisiva Tru Calling. Ha lavorato anche ad alcuni film come Auto Focus (2004).

## Filmografia
- Still Of The Night (2006) nel ruolo di Wick
- Dandelion (2004) nel ruolo di Arlee
- Auto Focus (2002)  nel ruolo di Bob Crane Jr.
- Things Behind the Sun (2001) nel ruolo di Tex

## Serie televisive
- Life (2007) nel ruolo di Eddie episodio 1x02
- CSI: Miami (2007) nel ruolo di Louis Sullivan episodio 5x19
- Law & Order: Special Victims Unit (2006) nel ruolo di Daniel Hunter episodio 7x13
- Tru Calling (2003-2005) nel ruolo di Harrison Davies in 26 episodi